# Kamchiya Glacier
Kamchiya Glacier är en glaciär i Antarktis. Den ligger i Sydshetlandsöarna. Argentina, Chile och Storbritannien gör anspråk på området. Kamchiya Glacier ligger 97 meter över havet.
Terrängen runt Kamchiya Glacier är huvudsakligen kuperad, men åt sydväst är den platt. Havet är nära Kamchiya Glacier söderut. Trakten är glest befolkad. Närmaste befolkade plats är St. Kliment Ohridski Base, 8,6 kilometer öster om Kamchiya Glacier. 